# Кафиев, Гавриил Герасимович
Гавриил Герасимович Кафиев (1860, Шуша – 1930, Тбилиси) — деятель армянского национально-освободительного движения, один из основателей Социал-демократической партии «Гнчак» и организаторов первых революционных ячеек в Османской империи.

## Биография
Гавриил Кафиев родился в 1860 году в Шуше. Начальное образование он получил в Шушинском епархиальном училище, после чего учился в Тбилисском реальном училище. Его состоятельные братья, имевшие торговые предприятия в Тифлисе и Баку, отказались оплачивать дальнейшее обучение Гавриила, настаивая на том, чтобы он присоединился к их торговому делу. Однако Гавриил предпочёл продолжить учёбу, хотя и в тяжёлых финансовых условиях. Он уехал во Владикавказ и, окончив местное реальное училище, отправился в Женеву для получения высшего образования. 
Гавриил Кафиев оказался в Женеве в период, когда революционное брожение среди армянских студентов Европы достигло своего пика. Кафиев был вовлечён в эту среду и атмосферу. Тогда же он отправил в редакцию газеты «Мшак» для публикации статью «Печать и царское правительство». Он также перевёл книгу Сьюзан Горнез «Дети и их друзья», и искал спонсора для публикации. 
Летом 1886 года Аветис Назарбекян и Маро Варданян приехали из Парижа в Женеву и вместе с женевской группой задумываются об организации съезда революционных армянских студентов. Для этого Кафиев отправляется в Монпелье и привозит с собой ещё четырёх будущих участников группы. Так образуется группа «Гнчак». В ноябре 1887 года женевские студенты, собравшиеся в Женеве, выпустили первый номер газеты «Гнчак» ("Колокол" по-армянски), что считается датой основания Социал-демократической партии «Гнчак»  — первой социалистической партии в Османской империи и на Ближнем Востоке.
Гавриил Кафиев действовал под партийной кличкой "Шмавон", и в дальнейшем под этим именем вошёл в историю армянского национально-освободительного движения. Шмавон активно участвовал в популяризации партии «Гнчак» и распространении её печатного органа. Его усилия даже поставили под угрозу его безопасность в Европе. Главной целью и одновременно проблемой «Гнчака» было распространение революционных идей в Турции. Для этого «Гнчак» печатался на тонкой бумаге и рассылался из разных городов Европы в виде писем, небольшими тиражами и с большими интервалами в разные города Турции. Шмавон рассылал «Гнчак» из Лейпцига, города, где он в то время поселился, чтобы изучать педагогику. Из-за своей необдуманного рвения Шмавон принялся рассылать экземпляры «Гнчака» целыми пачками и весьма часто. Это вызвало подозрения полиции и Кафиева арестовали. Русский посол потребовал его немедленной выдачи властям империи, как российского подданного. Это требование стало широко известно. Немецкие социал-демократы, и в особенности Карл Либкнехт, активно вмешались в это дело и смогли предотвратить выдачу Шмавона. После освобождения он был вынужден покинуть Лейпциг и поселиться в Женеве. Кафиев окончил[когда?] Цюрихский университет.
Другой эпизод был связан с польско-литовскими революционными эмигрантами Исааком Дембо и Александром Дембским, лидерами «Славянского социалистического клуба», входившего в группу Плеханова, и поэтому хорошо знакомыми с Кафиевым. В марте 1889 года Дембо и Дембский испытывали самодельный динамит в лесу близ Цюриха. Испытание прошло успешно, и, проверив некоторое количество динамита, они решили сберечь оставшийся. На обратном пути одна из динамитных шашек случайно взорвалась. Дембо, получив тяжёлые ранения, умер в больнице. Дембский также был тяжело ранен, но выжил. Узнав о случившемся, Шмавон с группой единомышленников поспешил на место взрыва, чтобы помочь товарищам и выяснить обстоятельства инцидента. В последующие дни были арестованы и все студенты, посетившие место происшествия. Арестованных студентов выслали из страны. 
В 1889 году Шмавон поселился в Париже. В том же году он познакомился с Георгием Плехановым. Вместе с группой Плеханова Гавриил Кафиев и Рубен Хан-Азат участвовали в учредительном съезде Второго Интернационала, представляя «Гнчак».
В мае 1890 года Шмавон отправился в Отоманскую империю. Его первой остановкой стал Константинополь. Через Хримяна Айрика он познакомился с Арутюном Джангюляном, членом Руководящего совета революционной группы, действовавшей в Константинополе. Эта группа объединила таких видных деятелей будущего армянского национально-освободительного движения, как Мецн Мурад (Амбарцум Бояджян), Арам Ачигбашян, Мигран Дамадян, Арутюн Джанкулян, Маргар Варжапет (Амирян), Крикор Клинджян, Назарет Лусигян и другие. Организация также имела связи с революционно настроенной молодёжью провинции. Постепенно в Стамбул прибыли и активисты движения «Гнчак» Рубен Хан-Азат, Акоп Мегаворян и Симон Надирян. Между гнчакскими "миссионерами" и Руководящим советом происходили встречи, в результате которых последний полностью вступил в партию "Гнчак". Участник этих встреч, Х. Джанкулян, писал в своих мемуарах: «Шмавон был интересным человеком. Ему достаточно было встретиться с кем-то на несколько дней, чтобы сразу проникнуть в его психологию».
Шмавон пробыл в Константинополе недолго и, согласно решению Центрального Комитета, выехал в провинцию. После его отъезда в Константинополе состоялась демонстрация в Кумкапы. «Шмавон уже дал согласие на демонстрацию в Константинополе, поэтому в своих письмах из Самсуна в Мерзифон он призывал к ней и всячески подчёркивал необходимость демонстрации». По другим сведениям он сам лично участвовал в этой демонстрации. 
Шмавон, покинув Константинополь, направился в Себастию, где планировал задержаться  надолго. Однако примас Себастии епископ Бедрос придерживался консервативных взглядов и отнёсся к Шмавону с неприязнью. Шмавон был вынужден покинуть Себастию. Он недолгое время находился в Токате, где, заложив основу мощной отделения организации, переезжает в Мерзифон. Там с 1885 года действовала «Организация Малой Армении». Центром её было Анатолийское училище, под руководством учителей Ованеса Гаяяна и Гарабеда Тумаяна, при активном участии Сурена Суреняна (Газароса Ктлозяна) и Тумика Артина (брата К. Тумаяна). Благодаря усилиям Шмавона эта тайная организация полностью слилась с партией «Гнчакян». Один из его современников, С. Суренян, свидетельствует о Шмавоне: «Он был обаятельной и притягательной личностью и обладал красноречием, часто доходившим до преувеличений. Он сочетал в себе самоуверенность с самовосхвалением, что вызывало у окружающих скорее восхищение, чем отчаяние». Примерно такое же мнение высказывает и О. Гаяян. «Для меня Шмавон был чрезвычайно симпатичным человеком, к своему обаянию русского армянина добавлялась магнетическая сила, а не обаяние турецкого армянина». Он переехал в  Арапгир, где был тепло принят епископом Езником Апахуни, носителем либеральных взглядов. В Арапгире его назначили директором национальных школ.
Деятельность Шмавона в Арапгире была весьма плодотворна. Благодаря ему школы благоустраиваются, становясь очагами национального самосознания. Армянская молодёжь становилась всё более смелой. Народ вооружался. Организуются подпольные группы, курьеры, группы по доставке оружия, появляются оружейники и изготовители бомб. Параллельно с созданием организованной ячейки партии в Арапгире, Шмавон также организовал ячейки в сёлах этой провинции: Амерка, Шепик, Анджрди, Машкерт, Сагмика, Ванк и т. д., вплоть до деревень, окружающих Чмшкацаг: Миадун, Хазар и т. д. Он также  организует ячейки в Амасье, Малатье, Эгине, Харберде, Красо и т. д.
Во время своих путешествий Шмавон встречает революционного пропагандиста Жирайра (Мартироса Бояджяна) и объясняет ему, что партия «Гнчак» уже зародилась именно для распространения и воплощения этих идей, одним из лидеров которых в Константинополе является его младший брат Мурад. Жирайр вступает в партию «Гнчак» и становится одним из её видных деятелей.
Деятельность Шмавона не ускользает от внимания властей. Его начинают преследовать агенты полиции. Самым видным из них был полицмейстер Юсуф, который был ликвидирован гнчакистами в феврале 1891 года. В связи с этим инцидентом происходит множество арестов. Арестованных, большинство из которых невиновны и не знают о случившемся, подвергают бесчеловечным пыткам. Другой агент, Григор Хербекян, призванный выследить Шмавона, был также убит.
В мае 1891 года собрание 112 десятников Арапгира и окрестностей, созванное под руководством Шмавона, решило поднять всеобщее восстание. Для успеха этого начинания Шмавон возлагал большие надежды на мощь большого количества заготовленного динамита. Он в письмах информирует другие отделения в Малой Армении об этом решении. Администрация Мерзифона считала восстание несвоевременным, и представители из администрации приехали в Арапгир, чтобы отговорить Шмавона от такого радикального решения.
В этот период Шмавон также поднимает вопрос об издании революционной газеты под названием «Март». Весьма вероятно, что администрации Мерзифона, Амасии и других регионов должны были согласится с этим планом, но издание не состоялось, так как Центральный Комитет партии был против.
Шмавон вместе с несколькими соратниками отправился в Дерсим для того, чтобы наладить взаимодействие с живущими там курдами. Это была не первая и не единственная попытка установить контакт с дерсимскими курдами. Помимо Шмавона, на усилия такого рода предпринимали многие деятели армянского национально-освободительного движения, такие как Пилик, Карапет Гумрикян, Галуст Арханян, А. Ачигбашян, Рубен Шишманян и другие. Попытка перетянуть на свою сторону курдов и выступить с ними совместно против турецких властей была одним из важных элементов стратегии армянских революционных партий. Партия «Гнчак» во главе со Шмавоном действовала в этом направлении. Первоначально курды доброжелательно приняли Шмавона. Шмавон и его товарищи сразу же принялись обучать курдов изготовлению пороха и снаряжению пуль. Однако, когда в 1893 году правитель Харперта потребовал от курдского вождя арестовать Шмавона и выдать его, курды немедленно выполнили этот приказ.
Шмавона отправили в цепях в Константинополь. Друзья Шмавона неудачно пытались организовать для него побег по дороге в Самсун. Во время перевода из Самсунской тюрьмы самому Шмавону, благодаря его собственной ловкости, удалось бежать и благополучно скрыться. Он переехал в Марцван и около года, находясь на положении беглеца, возглавлял революционное движение региона.
Слава Шмавона росла, и он стал народным героем. Спустя несколько лет после этих событий, когда Р. Хан-Азат отправился в Америку с организационными целями, он встретился с арапгирцами, о которых свидетельствовал: «Я отправился из Нью-Йорка в Филадельфию. Гнчакская организация была здесь довольно сильной и многочисленной, поскольку армянская община там была в основном из Арапгира, то есть из того места, где работал Кафян-Шмавон. Имя Шмавона было объектом поклонения среди арапгирцев». 
Когда преследования сделали его деятельность практически невозможной, Шмавон уехал в Грецию,  где в Афинах была штаб-квартира Центрального Комитета партии. Там среди студентов, которых он сплотил, была его невеста Нина Кананова (Кананян). Шмавон пробыл в Афинах недолгое время, женился на Нине, а затем побывал по нескольким городам Европы.
Полный революционного энтузиазма, Шмавон вернулся в турецкую часть Армении и возглавил революционное движение в Марзване, а затем переехал в Евдоксию, где был инспектором армянских школ. В Евдоксии его вновь арестовали и перевели в Константинополь. Перед судом Шмавон занял позицию убеждённого и смелого революционера. Он разъяснял турецким судьям суть освободительного движения и социализма. Как российского подданного, турецкие власти передали его царскому правительству. Петербургский суд приговорил его к пяти годам ссылки в Вологодскую губернию Российской империи.
В июне 1896 года гласноподнадзорный Гавриил Кафиев вместе с женой жил в ссылке в Вологде и служил в конторе 1-го участка строящейся Вологодско-Архангельской железной дороге. В своем донесении Начальник Вологодского Губернского Жандармского Управления сообщал "у него <у Кафиева> бывают буквально все, и квартира его служит местом для сборищ ссыльных". В августе 1896 года Кафиев вместе с женой был переведён в Грязовец. Предполагают, что причиной перевода стало "недозволенное катание на лодке за город". Тогда же "по манифесту" срок ссылки Кафиеву был снижен с 5 лет до четырёх.
После окончания ссылки Шмавон устроился на работу в туристическую фирму «Надежда» и посетил ряд городов Закавказья и Персии по служебным делам. В это время он также участвовал в национальной и общественной жизни. 
В сентябре 1905 года, накануне V съезда партии «Гнчак», он отправился в Париж вместе с бакинскими депутатами Ахриманом (Саргисом Калашяном) и Арцвиком (Тиграном Арутюняном) и участвовал в предсъездовских совещаниях (Шмавон делегатом не был). На этих совещаниях он вместе с Назарбеком и Р. Ханазат отстаивал идею полного включения партии в Закавказье в русское революционное движение и передачи дела западных армян самим западным армянам, что съезд это предложение не принял.
В том же году, когда Шмавон находился в Петербурге, началась Первая русская революция, а в Закавказье вспыхнули армяно-мусульманские столкновения. Студенческий коллектив также был потрясён. На одном из студенческих собраний Шмавон также выступил с речью, отстаивая точку зрения, что армяно-мусульманские столкновения являются провокацией царизма и что студенчество должно возглавить борьбу против царизма.
«Под бурные аплодисменты товарищ Кафян завершил свою речь, произнесённую на чистом русском языке, которая произвела такое впечатление, что в тот же день он был избран членом вышеупомянутого исполнительного органа».
В сентябре 1908 года в Тифлисе состоялось «Армянское представительное собрание», целью которого было использовать возможности, предоставленные Османской конституцией, для организации возвращения на родину западных армян, нашедших убежище в Закавказье. Г. Кафиян участвовал в этом собрании и был избран членом исполнительного органа.
В феврале 1917 года он участвовал в «буржуазно-демократической» революции в России. В сентябре того же года он участвовал в Армянском национальном совещании в Тифлисе в качестве представителя Тбилисского муниципалитета.
Гавриил Герасимович Кафиев, легендарный "Шмавон" Западной Армении,  скончался в Тбилиси в 1930 году. Армянская пресса не комментировала это событие.

## Семья
- Жена — Нина Христофоровна Кананова (1868—1964), социал-демократка, политическая писательница[4]
  - Сын — Христофор Гаврилович Кафьян (6 июня 1900—7 июня 1988), родился в Астрахани, эмигрировал в 1920 году, жил в Италии и Франции, виолочелист, в 1972 инженер-советник. В 1935 стал масоном, член лож «Северные братья» (с 1937) и «Северная Звезда». Был знаком с Гурджиевым, прочёл о нём доклад. Написал статью о конце русского масонства, которую прочёл 21 марта 1971 года, накануне закрытия последней ложи[4].

### Рекомендуемые источники
- «Blue Book», № 1, 1892, р. 80

## Комментарии
1. ↑  Сосуществуют несколько транскрипций имени и фамилии Кафиева: Габриэль Герасимович Кафян, Кафьян, Кафянц, Кафьянц, Кафианц[3]. В русских источниках наиболее распространенной является русифицированная версия.